# Zethes multilinea
Zethes multilinea là một loài bướm đêm trong họ Erebidae.